# Tabuleiro (ponte)

Tabuleiro (em azul)

O tabuleiro é um elemento estrutural de sua superestrutura, pode ser construído de concreto, aço, grade aberta ou madeira. Às vezes, o convés é coberto por um leito de ferrovia e trilhos, concreto asfáltico ou outra forma de pavimentação para facilitar a travessia de veículos. Um tabuleiro de betão pode ser uma parte integrante da estrutura da ponte (t-feixe ou duplo T da estrutura) ou pode ser suportado com vigas em I ou de aço vigas.
Quando um tabuleiro de ponte é instalado em uma treliça, às vezes é chamado de sistema de piso. Um tabuleiro de ponte suspenso será suspenso dos principais elementos estruturais em uma ponte suspensa ou em arco. Em algumas pontes, como arco amarrado ou estaiado, o tabuleiro é um elemento estrutural primário, carregando tensão ou compressão para suportar o vão.

## Análise estrutural
Os engenheiros estruturais têm várias categorias principais de decks de pontes, para fins de técnicas analíticas. Uma plataforma de viga é aquela em que a plataforma e qualquer estrutura de suporte atuam juntas como uma única viga. Um deck de grade usa vigas e diafragmas como estrutura de suporte. O sistema de suporte de um tabuleiro de grade é analisado usando uma análise de grade. Um tabuleiro de laje é aquele em que o tabuleiro é analisado como uma placa. Se a laje tiver uma rigidez diferente em duas direções (em ângulos retos), então o tabuleiro é conhecido e analisado como um tabuleiro ortotrópico. Uma viga e deck de laje são aqueles onde as vigas podem defletir um tanto independentemente, e quaisquer forças transversais são transportadas no convés. Um deck celular é aquele em que várias lajes finas e teias envolvem células dentro do deck. Um deck de viga em caixa é aquele em que o deck forma o topo da viga de caixa durante a análise.

## Convés da ponte ferroviária
Uma ponte ferroviária com seus trilhos e dormentes apoiados em elementos de carga da superestrutura (vigas de piso, longarinas ou vigas) é chamada de deck aberto. Quando o trilho se apoia em lastro, que é então carregado pela superestrutura da ponte, é chamado de convés de lastro. O termo fixação direta é usado quando os trilhos são ancorados diretamente na superestrutura da ponte.